# Blankets
Blankets (em português Retalhos) é uma graphic novel escrita pelo desenhista de quadrinhos americano Craig Thompson. Publicada pela primeira vez em 2003, esta obra tornou-se um clássico e uma das referências das graphic novels.

## Sinopse
O livro conta a história do crescimento de um rapaz nascido no Wisconsin, no seio de uma família e comunidade extremamente devotas. Percorre o caminho da infância até à entrada da universidade, e centra-se no relacionamento com os seus pais, o irmão mais novo e a sua primeira namorada, sempre sob o pano de fundo do questionamento religioso. O que torna esta obra tão profundamente  bela é a atenção aos pequenos detalhes dos grandes movimentos da vida. A descoberta do amor, a perda da fé, o amor familiar, as descobertas e as incertezas, o ridículo e o trágico, todos estes grandes temas são tratados com uma intimidade e sensibilidade que arrasta o leitor para a narrativa e o deixa a relembrar o próprio processo de crescimento. Só com emoções se tocam emoções.  

## Premiações
- Prémios Harvey Award para Melhor Cartoonist
- Melhor álbum gráfica de trabalho original (2004)
- Eisner Award para Melhor Álbum Gráfico
- Melhor Escritor/Desenhista (2004)
- Ignatz Award para Melhor Artista e Melhor Romance Gráfico ou Coleção (2004)
- Prix de la Critique – Association des Critiques et Journalistes de Bande Dessinée – France (2005)
- Lista da Time dos 10 melhores Romance Gráficos de Sempre (2005)